# Punk Goes Crunk
Punk Goes Crunk es el séptimo álbum recopilatorio en la serie Punk goes... creada por Fearless Records. El álbum está compuesto por canciones populares del hip hop con rasgos de bandas rock. Contiene canciones del cancelado álbum Yo! Indie Rock Raps de la discográfica Immortal Records.

## Listado de canciones
| #   | Título                    | Intérprete               | Intérprete Original     | Duración |
| --- | ------------------------- | ------------------------ | ----------------------- | -------- |
| 1.  | "Put Yo Hood Up"          | Set Your Goals           | Lil Jon                 | 4:59     |
| 2.  | "Got Your Money"          | Say Anything             | Ol' Dirty Bastard       | 4:15     |
| 3.  | "I Wish"                  | The Secret Handshake     | Skee-Lo                 | 2:52     |
| 4.  | "Men in Black"            | Forever the Sickest Kids | Will Smith              | 3:05     |
| 5.  | "California Love"         | My American Heart        | 2Pac                    | 4:16     |
| 6.  | "I Wanna Love You"        | The Maine                | Akon                    | 3:03     |
| 7.  | "Kryptonite (I'm on It)"  | E-manuel                 | Purple Ribbon All-Stars | 4:30     |
| 8.  | "The Seed"                | Person L                 | The Roots               | 4:22     |
| 9.  | "Still Fly"               | The Devil Wears Prada    | Big Tymers              | 4:55     |
| 10. | "Umbrella"                | All Time Low             | Rihanna                 | 3:50     |
| 11. | "Notorious Thugs"         | Scary Kids Scaring Kids  | The Notorious B.I.G.    | 7:23     |
| 12. | "Nuthin' but a 'G' Thang" | The Escape Frame         | Dr. Dre                 | 3:30     |
| 13. | "Gin and Juice"           | Hot Rod Circuit          | Snoop Dogg              | 3:44     |
| 14. | "Hey Ya!"                 | Lorene Drive             | OutKast                 | 4:24     |
| 15. | "Tennessee"               | New Found Glory          | Arrested Development    | 4:05     |

- Datos: Q1934896